# Díptic de Martin van Nieuwenhove
El Díptic de Martin van Nieuwenhove és una pintura a l'oli sobre tela del pintor primitiu flamenc d'origen alemany Hans Memling, que va treballar a Bruges a la segona meitat del segle xv. Es troba al Museu Memling de Bruges, el mateix lloc per al qual fou creat per l'autor.
El treball és del mateix any que el Tríptic Portinari i s'associa amb el seu estil i tipologia. Presenta, al seu panell esquerre, Maria amb el Nen de front i al panell dret mostra un retrat de mig cos del donant i propietari de l'obra, Martin van Nieuwenhove mentre està pregant. Maria i el Nen Jesús són similars als seus homòlegs de la imatge de Santa Columba de Rogier van der Weyden, si bé amb gestos més naturals. Van Nieuwenhove va ser burgmestre de Bruges deu anys més tard. Un fragment del paisatge que envolta la ciutat és visible a través de la finestra de la dreta.
Maria està lliurant-li amorosament una poma al Nen Jesús. El fruit, símbol de la caiguda d'Adam i Eva, fa referència a Crist com el redemptor dels pecats de la humanitat. El Nen allargant la mà per a agafar-la simbolitza l'acceptació del seu destí com a creador d'un nou ordre mundial. A l'esquerra, al costat del braç de Maria hi ha un mirall convex on es reflecteixen les figures dels personatges principals: la Mare de Déu visible per la part del darrere i part dels donants. A part d'ells es pot veure al seient de la finestra i un llibre obert. El recurs del mirall havia estat utilitzat anteriorment per Jan van Eyck al Matrimoni Arnolfini, de qui Memling va prendre la tècnica. El mirall fa real una situació imaginaria -la visita del donant a Maria- i fa portar al mateix espectador a sentir-se com si veiés l'escena a través d'una finestra. És una obra mestra de la imaginació artística.
Als vitralls del costat de Maria mostra l'escut d'armes i el lema de la família van Nieuwenhove: Il y a cause ("tot té una causa"). L'escut està rodejat de quatre medallons amb una mà que llença llavors per sembrar, un element simbòlic al seu cognom Nieuwenhove ("nova cort"). El vitrall del costat dret de la taula de la Mare de Déu mostra Sant Jordi a cavall, i Sant Cristòfor. A la taula de l'esquerra, darrere de Martin, els vitralls mostren al seu patró Sant Martí de Tours, sant que se celebra l'11 de novembre, dia en què va néixer el comitent. L'escena recull el passatge en què talla un tros de la seva capa i la passa a un captaire.
Martin van Nieuwenhove va exercir com a assessor entre 1492 i 1494, comandant de la guàrdia de la ciutat (1495 i 1498) i burgmestre (1497). Va morir, segons la inscripció a la tomba familiar, situat a la propera església de Nostra Senyora de Bruges, el 16 d'agost de 1500.
Encara que el díptic no està signat, l'autoria de Memling mai ha estat qüestionat.